# Tverské knížectví
Tverské knížectví (rusky Тверское княжество, latinsky Tferiae) neboli také Tverské velkoknížectví bylo středověké ruské knížectví s hlavním městem Tver. Vzniklo po rozpadu Kyjevské Rusi v roce 1246 odtržením od Vladimirsko-suzdalského knížectví a zaniklo v roce 1485, kdy bylo anektováno svým rivalem Moskevským velkoknížectvím. Tverské knížectví se rozprostíralo zhruba v oblastech dnešní Tverské oblasti a východní části Smolenské oblasti.

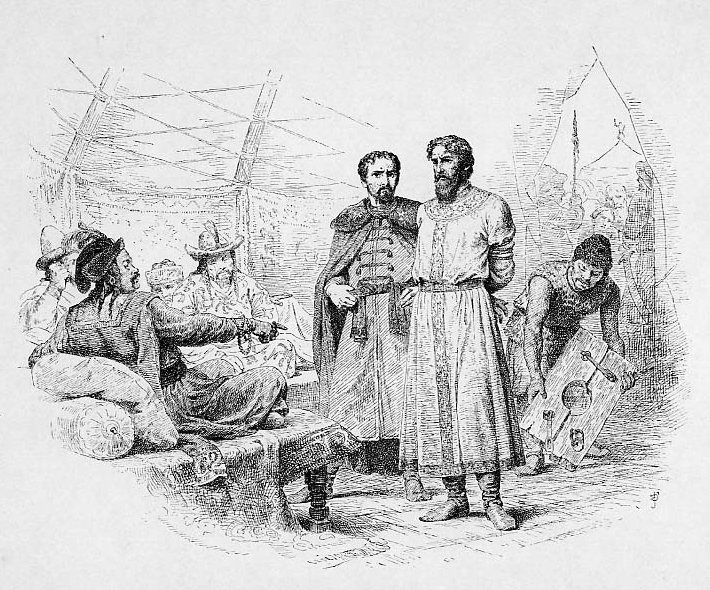
Poprava Michala Tverského ve Zlaté hordě

Ve 13. století Tver soupeřil s Moskevským knížectvím o dědictví vladimiřsko-suzdalského knížectví, které znamenalo výsadní postavení mocenského centra v rámci unifikujícího se ruského prostoru. V roce 1327 se odhodlal k proti-tatarskému povstání, ale to bylo ještě toho roku potlačeno vojsky Zlaté hordy, Moskvy a Suzdalu. V roce 1371 se tverský velkokníže Michal II. postavil na stranu svého švagra litevského velkoknížete Algirdase proti Moskvě, což způsobilo politickou izolaci Michala a roku 1375 odpor ze strany ruských knížat vedenými Dmitrije Moskevského. Michal vyšel z této války proti vojenské přesile jako poražený a byl nucen uznat svrchovanost Moskevské Rusi, zřeknout se nároků na veliké knížectví vladimiřské i samostatné zahraniční politiky. Tver v tomto boji s Moskvou neuspěl, následoval úpadek, po němž byl později anektován Moskevským velkoknížectvím.